# Grå ragg-gömming
Grå ragg-gömming (Echinosphaeria canescens) är en svampart som först beskrevs av Christiaan Hendrik Persoon, och fick sitt nu gällande namn av A.N. Mill. & Huhndorf 2004. Grå ragg-gömming ingår i släktet Echinosphaeria och familjen Helminthosphaeriaceae.  Arten är reproducerande i Sverige. Inga underarter finns listade i Catalogue of Life.